# Очеретня (Винницкая область)
Очере́тня (укр. Очеретня) — село на Украине, находится в Погребищенском районе Винницкой области.
Код КОАТУУ — 0523483801. Население по переписи 2001 года составляет 876 человек. Почтовый индекс — 22253. Телефонный код — 4346.
Занимает площадь 0,514 км².
В селе родился Герой Советского Союза Никита Москальчук.

## Адрес местного совета
22253, Винницкая область, Погребищенский р-н, с. Очеретня, ул. Центральная, 38